# Kolsh (Kukës)
Kolsh falu, egyúttal alközségi központ Albánia északkeleti részén, Kukës városától légvonalban 6, közúton 12 kilométerre nyugati irányban, a Fekete-Drin és a Drin folyók bal partján. Kukës megyén belül Kukës község része, azon belül Kolsh alközség központja. Az alközség további települései: Mamza és Myç-Mamza. A 2011-es népszámlálás alapján az alközség népessége 1250 fő. A falu melletti Drin-parton feltárt neolitikus település az északkelet-albániai újkőkorszak egyik meghatározó régészeti lelőhelye.

## Fekvése
Kolsh a Drin bal partján, a Fekete-Drin torkolatától nyugatra húzódó dombvidéken terül el. A Fekete-Drin túlpartján fekvő megyeszékhellyel, Kukësszal a régi SH5-ös jelű főút mellett 2009 óta az A1-es autópálya is összeköti.

## Történelme

### Kolsh az újkőkorban
Az újkőkorszak korai szakaszában, az i. e. 6. évezred folyamán telepedett le az ember a vidéken. Kolsh a későbbi korokban is csak szórványosan lakott északkelet-albániai neolitikum egyik meghatározó, típusos települése és régészeti kultúrája, amelynek műveltségelemei Çetush és Burim korabeli településeire is kisugároztak. A neolitikum népe a Drinbe nyúló, három oldalról a víz által védett földnyelv folyóteraszára, a Leshnica-patak közelében építette mintegy 0,5 hektáros területű települését. Többnyire négyszög alaprajzú veremházakban laktak, amelyek padlóját kőlapokkal rakták ki, majd agyagréteggel fedték le. A házak alapjait folyami kavicsokból alakították ki, az épületek sarkain feltárt cölöplyukak pedig vélhetőleg a tetőszerkezet alátámasztására szolgáltak. Az agyagedények mellett nagy számban feltárt hálósúlyok alapján arra következtetnek a régészek, hogy a falu lakói elsősorban halászattal foglalkoztak.
A kora neolitikus kolshi kultúra – a régészeti szakirodalomban Kolsh I – jellemzője a monokróm, esetenként kávébarna vonalmotívumokkal, benyomattal vagy barbotintechnikával díszített vöröskerámia volt. E korai fazekasság sajátos jegyei Kolshot elsősorban a közép-balkáni területek starčevói műveltségével rokonítják, de a thesszáliai edények jelenléte arra utal, hogy az égei vidék népeivel is voltak kapcsolataik. Az i. e. 6–5. évezred középső neolitikus rétegének (Kolsh II) leletei már több irányból érkező kulturális hatásról tanúskodnak. A vékony falú, nemritkán mázas, fehér vonalakkal vagy agyagdíszekkel ékített fekete- vagy szürkekerámia a dél-albániai dunavec–cakrani kultúra erőteljesebb hatását igazolják, bár más kulturális elemek azt bizonyítják, hogy az Adria-melléki és a közép-balkáni műveltségek (pl. vinčai kultúra) népével való kapcsolat sem szűnt meg. A késő újkőkorban (Kolsh III) megjelent, ülő nőalakokat formázó agyagszobrocskák és az állatalakú, négylábú – feltehetőleg áldozati edényként használt – rhütonszerű agyagalkalmatosságok már egyértelműen a déli dunavec–cakrani kultúrához sorolják Kolsh műveltségét. Az ásatások alapján a település a kőrézkorig volt lakott, amikor a maliqi kultúrához tartozott.
A Fekete-Drin túlpartján található, ókori kënetai halomsírokat gyakran tévesen kolshi halomsírok néven említik.

### Kolsh a későbbi korokban
Az alközség nyugati határában kromitlelőhely található, itt kezdte meg működését a 20. század második felében a kalimashi krómbánya és krómdúsító üzem. A települést a Fierzai-víztározó kialakítása során, 1976-ban a felduzzasztott víz megrongálta, így 1978-ban újjáépítették.